# 后江线轮渡
后江线轮渡，曾称日曹线、康鲁线、耀鲁线、后鲁线，为上海一条已经撤销的轮渡航线。后江线轮渡北起黄浦区江边路轮渡站，南至浦东新区后滩轮渡站，航线开办于1939年，后渡口位置几经迁移，浦西渡口曾从日晖港迁至鲁班路，最后迁往江边路；浦东一侧渡口曾先后设在曹家宅、康家宅、耀华路、后滩。2001年4月30日，为配合卢浦大桥建设，航线浦西鲁班路轮渡站拆除，航线改停江边路轮渡站。2005年8月1日，因配合2010年上海世博会建设，航线撤销。

## 历史
1939年，由朱元甫合伙开办由浦东曹家宅至浦西日晖港间的私渡渡运乘客，配置渡船2艘。之后，该航线领到济渡执照并定名日曹线，航线改用手摇驳船载客摆渡。抗战胜利后，由经营者购买一台旧发动机安装在手摇驳船上改为机动驳船，同时雇佣司机，开始使用机动驳船渡客。上海战役前夕，机动驳船损坏，改回手摇摆渡，后经营者卖掉损坏船只，航线先后租用新庆力渡轮、懋忠轮，并于1953年购入回力轮载客。

1953年，由于日晖港港口淤塞，运营者获得章华毛纺厂贷款后，将浦西渡口东移至鲁班路，航线更名康鲁线（康家宅-鲁班路）。同时，鲁班路自龙华东路向南延伸通往渡口。1955年9月1日，黄浦江私营轮渡并入上海市轮渡公司。1956年2月1日，该航线并入上海市轮渡公司，由上海市轮渡公司第一办事处管理。

1959年10月22日，因上钢三厂改建，浦东一侧康家宅渡口搬迁至耀华路，航线更名耀鲁线（耀华路-鲁班路）。1973年，投资4万元改建耀鲁线鲁班路轮渡站，于1975年底改建完成，轮渡站建筑面积408平方米。

1976年，在浦东后滩建造一座建筑面积667.5平方米的新轮渡站，名为后滩轮渡站，于1977年10月15日建成。1978年，浦东耀华路渡口东移至后滩轮渡站，耀鲁线轮渡航线同时更名为后鲁线。后滩轮渡站位于卢浦大桥西侧，站旁有打浦路隧道通风塔，由于轮渡站被上钢三厂包围，出站后必须穿过上钢三厂厂区才能抵达外部道路，是上海轮渡中比较特殊的一个轮渡站。因轮渡站离外部道路有一段距离，同时又无公交线路，交通不及东面周家渡轮渡站方便，因此，该轮渡以渡运自行车居多。

2001年4月30日，为配合卢浦大桥建设，浦西鲁班路轮渡站撤销，往后滩轮渡站方向的渡轮东移至江边码头江边路轮渡站，与周江线共用一个轮渡站，同时航线更名为后江线，班次一小时一班，航线从卢浦大桥下穿过，为当时上海市区最长的轮渡航线。2005年8月1日因配合世博建设，航线全线撤销。

## 码头位置
后江线轮渡所在地区全部在2010年上海世博会场址规划区内，在世博园开放后的园区交通中设置有几条水上交通线，其码头大多设置与当年在此地运营的几条对江轮渡航线码头附近。

在浦西一侧，江边路轮渡站位于世博L1轮渡码头与M1水门码头西侧；鲁班路轮渡站位于世博L5轮渡码头西侧。在浦东一侧，后滩轮渡站位于世博L4轮渡码头西侧，轮渡站原址地区现已改建成后滩公园。